# Antoni Chmielowski (cichociemny)
Antoni Chmielowski vel Antoni Krawiec vel Chełmoński vel Głowacki vel Hulewicz vel Wroński pseud.: Wołk, Gród (ur. 15 sierpnia 1914 w Wołczuchach, zm. 2 sierpnia 1969 w Opolu) – major artylerii Wojska Polskiego, cichociemny, kierownik Referatu Legalizacji Oddziału II B (wywiad i kontrwywiad) Obszaru Lwowskiego Armii Krajowej, następnie szef wywiadu wojskowego tego obszaru, szef Oddziału II i następnie likwidator organizacji NIE we Lwowie, więzień w PRL-u i ZSRR.

## Życiorys
Był synem Antoniego, rolnika, i Anny z domu Mulak. W 1934 zdał maturę po ukończeniu Państwowego Gimnazjum im. Króla Władysława Jagiełły w Gródku Jagiellońskim. Kontynuował naukę w Szkole Podchorążych Piechoty w Różanie, Szkole Podchorążych Artylerii w Toruniu, kursie samochodowym w Warszawie, kursie artylerii przeciwlotniczej w Ośrodku Szkoleniowym Artylerii i Wyższej Szkole Nauk Politycznych w Warszawie.
W czasie kampanii wrześniowej w 1939 roku walczył w 11 dywizjonie artylerii przeciwlotniczej. Przedostał się na Węgry, gdzie został internowany. Zbiegł i w grudniu 1939 roku walczył we Francji (w 5 pułku strzelców pieszych 2 Dywizji Strzelców Pieszych). Po upadku Francji przedostał się do Wielkiej Brytanii, gdzie służył w 1 dyonie artylerii przeciwlotniczej. Po przeszkoleniu w wywiadzie i zaprzysiężeniu 29 grudnia 1942 roku, jako porucznik cichociemny „Wołk” został w nocy z 13 na 14 marca 1943 zrzucony do Polski (operacja lotnicza „Window”). Został przydzielony do komórki „993/G” Oddziału II B (kontrwywiad) Komendy Głównej AK i skierowany do Lwowa. Od października do 20 grudnia 1943 roku był szefem Referatu Legalizacji, a następnie (od połowy 1944 roku) szefem wywiadu wojskowego w Oddziale II sztabu Komendy Obszaru Lwowskiego AK.
Po zakończeniu Akcji „Burza” we Lwowie i aresztowaniu płk. Henryka Pohoskiego został od 1 sierpnia 1944 roku szefem Oddziału II w organizacji NIE (jako kapitan „Hulewicz”), a następnie likwidatorem tej organizacji we Lwowie (do października 1945 roku). Jako jeden z ostatnich, w październiku 1945 roku wyjechał do Krakowa.
Został aresztowany przez funkcjonariuszy MBP 20 grudnia 1945 roku, przewieziony do Warszawy i przetrzymywany w więzieniu przy ul. Rakowieckiej. W 1946 roku przekazany sowieckiemu MGB. W procesie w Kijowie został skazany na karę śmierci, zamienioną później na 20 albo 25 lat więzienia. Skierowany do łagru na Kołymę.
Wrócił do Polski 15 grudnia 1955 roku. Pracował w Prezydium Wojewódzkiej Rady Narodowej i w Wojewódzkim Zrzeszeniu Gospodarki Komunalnej i Mieszkaniowej w Opolu na stanowisku zastępcy kierownika wydziału. W 1967 roku ukończył studia magisterskie w Studium Administracji Uniwersytetu Wrocławskiego. Zmarł tragicznie 2 sierpnia 1969 roku w Opolu.

## Awanse
- podporucznik – ze starszeństwem z dniem 1 października 1937 roku
- porucznik – ze starszeństwem z dniem 20 marca 1941 roku
- kapitan – 14 marca 1943 roku
- major – 12 października 1968 roku rozkazem personalnym Ministra Obrony Narodowej PRL z 17 sierpnia 1968 roku.

## Odznaczenia
- Krzyż Srebrny Orderu Virtuti Militari
- Krzyż Walecznych – dwukrotnie
- Krzyż Wojenny (Francja).